# Giacomo Cozzarelli
Pour les articles homonymes, voir Cozzarelli.

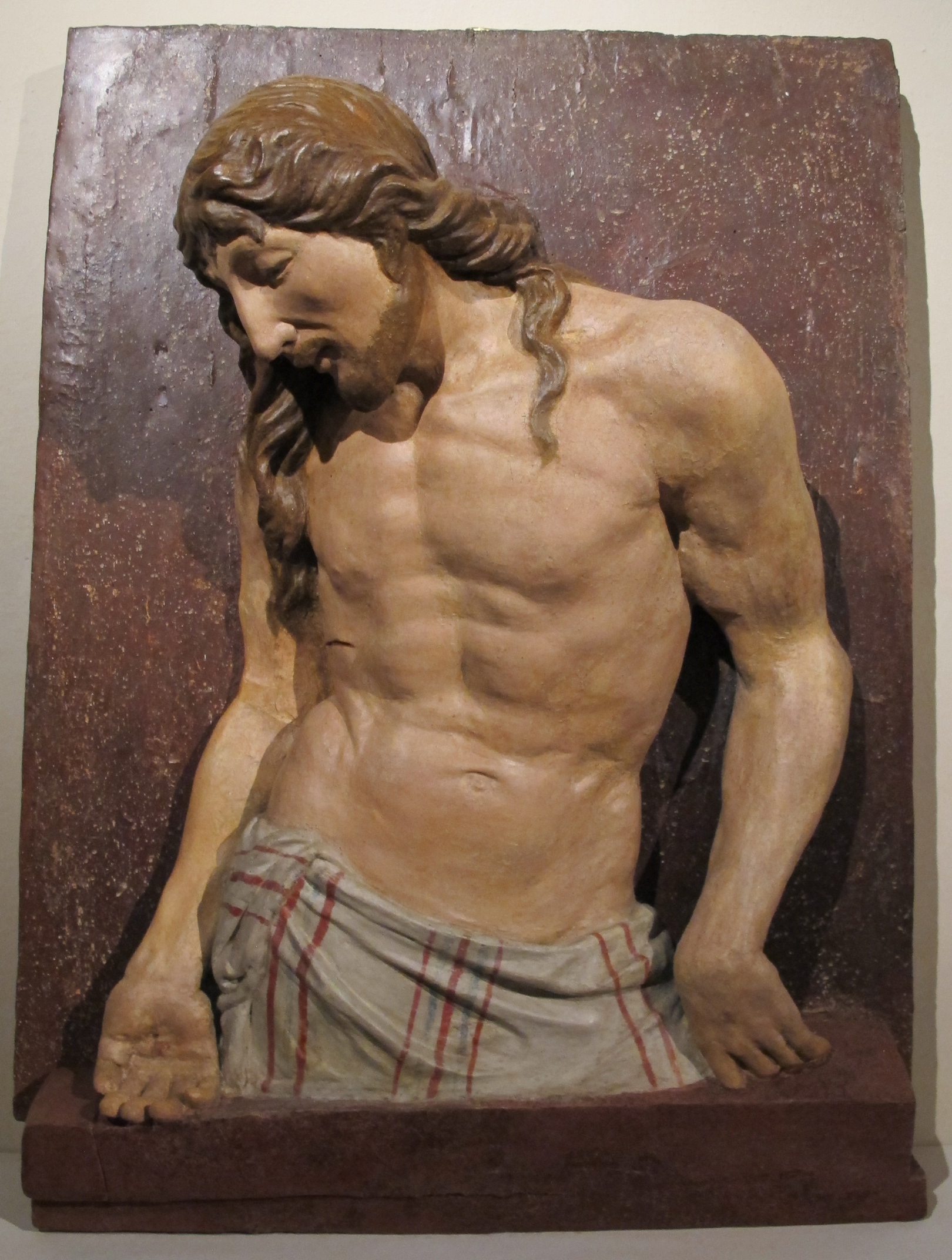
Pietà, Pinacothèque de Sienne

Giacomo Cozzarelli (né à Sienne en 1453, mort dans la même ville en 1515) est un sculpteur et architecte italien.
On lui doit notamment les plans de la basilique de l'Observance de Sienne.